# Selección de rugby de Emiratos Árabes Unidos
La selección de rugby de Emiratos Árabes Unidos es el equipo representativo de ese país en torneos internacionales. Está regulado por la United Arab Emirates Rugby Federation, ente afiliado a Asia Rugby.

## Reseña
La selección de los Emiratos Árabes se formó recién en el 2011, ya que hasta el 2010 compitió como Golfo Pérsico, un equipo multinacional conformado por los miembros del Consejo de Cooperación para los Estados Árabes del Golfo.
Su debut en el Asia Rugby Championship fue en la primera división del Asian 5 Nations del 2013 finalizando en la última posición. De ahí en adelante ha participado en la 2ª o en la 3ª división asiática.
En la temporada 2024 del Asia Rugby Championship obtuvo el subcampeonato, el mejor resultado hasta el momento en la competencia.
En 2025 obtuvo el subcampeonato asiático, luego de vencer a los seleccionados de Corea del Sur y Sri Lanka, y luego de una derrota frente a Hong Kong, lo que le permitió clasificar al repechaje África-Asia de la clasificación a la Copa Mundial de Rugby de 2027.

## Palmarés
- Asia Rugby Championship Division 1 (1):  2023
- Asia Rugby Championship Division 2 (2):  2016, 2019

## Participación en copas
| - no ha clasificado - Cup of Nations 2011: 4º puesto (último) - Cup of Nations 2012: 4º puesto (último) - ARC 2024: 2º puesto - ARC 2025: 2º puesto - Asian 5 Nations 2011: 3º puesto - Asian 5 Nations 2012: 4º puesto - Asian 5 Nations 2013: 5º puesto (último) | - Asian 5 Nations Division 1 2014: 2º puesto (compartido) - ARC Division 1 2017: 4º puesto (último) - ARC Division 1 2018: se retiró - ARC Division 1 2023: Campeón invicto - ARC Division 2 2015: 2º puesto - ARC Division 2 2016: Campeón invicto - ARC Division 2 2019: Campeón invicto |